# 王元常
王元常（?—?），字南圃。陕西长安县（今属西安市）人，清朝官员、诗人。

## 生平
乾隆十三年（1748年）戊辰科三甲进士。历官直隶武清县知县。工诗词，为官亦不废吟咏。有《西园瓣香集》。《晚晴簃诗汇》收其诗。

## 家族
女王筠，诗人、戏曲作家。